# Cá ngừ vây xanh phương Nam
Cá ngừ vây xanh phương Nam (Danh pháp khoa học: Thunnus maccoyii) là một loài cá ngừ trong họ họ cá thu ngừ Scombridae, trong nhóm cá ngừ vây xanh thường sống ở vùng nam Đại Tây Dương, Thái Bình Dương và Ấn Độ Dương, chúng có quan hệ gần với cá cờ và cá kiếm. Chúng là loài cá ngừ được xếp loại cực kỳ nguy cấp do đánh bắt quá mức vì được cho là có thịt ngon, đặc biệt ở Nhật Bản (làm sushi và sasimi).

## Đặc điểm
Cá có màu xanh đậm phía trên và màu trắng bạc phía dưới, một dải vàng ở bên hông. Là loài cá bơi rất nhanh, chúng đạt tới tốc độ hơn 90 km/giờ và có thể dài tới 2 m và nặng 135 kg. Cá ngừ vây xanh phương nam có đuôi cong, hai vây lưng, và các vây có thể gấp lại để giảm bớt sức cản khi cá bơi trong đại dương. Là loài di cư trong tự nhiên, cá ngừ vây xanh sở hữu những hệ thống hô hấp và tuần hoàn độc đáo giúp nó di chuyển quãng đường rất xa.
Cá có thể giữ nhiệt độ cơ thể ổn định thường ấm hơn nhiệt độ vùng nước mà chúng đi vào. Chúng cũng có tim lớn hơn những loài cá khác, cho phép nó đẩy rất nhiều oxy năng lượng trong các chuyến du hành xa. Cá sử dụng hệ thống thị giác và thính giác phát triển cao của chúng để bắt mồi, như là tôm krill, mực, bạch tuộc, giáp xác. Các động vật săn cá ngừ vây xanh gồm cá mập, chim, cá voi sát thủ, và ngay cả các cá ngừ khác.

## Sinh sản
Khoảng 9 năm tuổi, cá ngừ vây xanh phương nam thuần thục về mặt giới tính. Chúng sinh sản vào giữa tháng chín và tháng 4 năm sau và thường hướng về Ấn Độ dương để đẻ trứng ở vùng nước ôn đới gần đảo Java,Indonesia. Thông thường cá ngừ đẻ trong nước có nhiệt độ 20 – 30 độ C. Một lần, cá cái có thể đẻ hàng triệu trứng. Trứng chỉ cần một ít ngày thì nở, trở thành một chú cá ngừ con dài chỉ 2,5 cm. Cá ngừ con trải qua thời gian 5 năm ở gần bờ biển nước Úc trước khi chuyển ra vùng nước sâu hơn nơi chúng có nhiều lựa chọn về thức ăn. Cá ngừ vây xanh phương nam có thể sống gần 40 năm 

## Khai thác
Cá ngừ vây xanh phương nam bị đánh bắt nặng nề vì chúng luôn được thèm muốn do thịt nhiều dầu, được ưa chuộng để làm sushi và fillet. Các nước như Nhật Bản, Úc,New Zealand đã hạn chế số lượng cá ngừ vây xanh phương nam được phép đánh bắt. Hạn ngạch (Quota) cá ngừ vây xanh phương nam của Nhật Bản là 6.000 tấn trong năm 2006. Theo Ủy ban Bảo vệ Cá ngừ Vây xanh Phương nam (CCSBT), Nhật Bản đánh bắt gấp hai lần số lượng cá ngừ vây xanh phương nam được phép đánh bắt giữa năm 2003 và 2005. Các ngư dân Nhật Bản nói rằng họ chỉ đánh bắt vượt mức 6.000 tấn một năm nhưng dựa trên số lượng cá được bán, CCSBT tính toán rằng từ 10.000 tấn tới 16.000 tấn thực sự đã bị đánh bắt.